# Baeotis mesomedes
Baeotis mesomedes är en fjärilsart som beskrevs av Doubleday 1847. Baeotis mesomedes ingår i släktet Baeotis och familjen Riodinidae. Inga underarter finns listade i Catalogue of Life.